# William Hayward Jr.
William Hayward Jr. (ur. 1787, zm. 19 października 1836) – prawnik i amerykański polityk.
W latach 1823–1825 przez jedną dwuletnią kadencję Kongresu Stanów Zjednoczonych był przedstawicielem siódmego okręgu wyborczego w stanie Maryland w Izbie Reprezentantów Stanów Zjednoczonych.